# Agrostis pubens
Agrostis pubens é uma espécie de gramínea do gênero Agrostis, pertencente à família Poaceae.